# ماچرلا
ماچرلا (به انگلیسی: Macherla) یک منطقهٔ مسکونی در هند است که در Macharla mandal واقع شده‌است. ماچرلا ۱۳٫۴۸ کیلومتر مربع مساحت و ۱٬۰۶٬۲۸۹ نفر جمعیت دارد و ۱۳۶ متر بالاتر از سطح دریا واقع شده‌است.